# Grad Sarajevo
Grad Sarajevo je nakon radikalne poslijeratne reforme dobio status jedinice lokalne samouprave i po novoj ustrojbenoj šemi obuhvaća četiri prijeratne općine: Centar Sarajevo, Novi Grad Sarajevo, Novo Sarajevo i Stari Grad Sarajevo. Upravna struktura, djelokrug i ovlasti uređeni su Statutom Grada, a ravnanje Gradom, predstavljanje i zastupanje u ovlasti su Gradonačelnika, koji je ujedno i čelno izvršno-upravno tijelo Grada Sarajeva. Grad ima Gradsko vijeće s dvadeset i osam vijećnika.
Šestog veljače 2017. na dužnost Gradonačelnika imenovan je Abdulah Skaka. 

## Pravni status
Pravni status Grada Sarajeva uređen je sljedećim dokumentima:
- Ustav Bosne i Hercegovine (Anex 4 Daytonskog sporazuma, članak I. 5.)[2]
- Ustav Federacije BiH (Amandman XVI i Amandman XXVI)
- Ustav Županije Sarajevo
- Statut Grada Sarajeva